# Camelia Diaconescu
Camelia Diaconescu, född den 2 februari 1963 i Văleni-Boteşti i Rumänien, är en rumänsk roddare.
Hon tog OS-silver i åtta med styrman i samband med de olympiska roddtävlingarna 1984 i Los Angeles.